# Boulder Rock
Der Boulder Rock (von englisch boulder ‚Brocken, Felsblock‘) ist eine Felseninsel vor der Küste des ostantarktischen Viktorialands. Er liegt vor der Westseite der Adare-Halbinsel unmittelbar südlich des Ridley Beach.
Die vom britischen Polarforscher Victor Campbell (1875–1956) geleitete Nordgruppe bei der Terra-Nova-Expedition (1910–1913) kartierte die Insel im Jahr 1911. Campbell gab ihr einen deskriptiven Namen.